# Charles Ghankay Taylor
Charles McArthur Ghankay Taylor (Arthington, Condado de Montserrado, 28 de enero de 1948) es un político liberiano, presidente de ese país desde 1997 hasta 2003. Cumple una condena de 50 años por crímenes de guerra y lesa humanidad. Taylor ha pasado a la historia como el primer jefe de Estado condenado por un Tribunal internacional desde los Juicios de Núremberg.

## Biografía
Se graduó en los Estados Unidos y regresó a Liberia para unirse al gobierno de Samuel Doe. Fue acusado de malversación de fondos, siendo detenido y encarcelado en territorio estadounidense, a donde había huido. Se fugó de la prisión y llegó a Libia, donde fue entrenado como guerrillero. Regresó a su país en 1989 como jefe de un grupo de resistencia, las Fuerzas Nacionales Patrióticas de Liberia (FPNL), para derrocar al régimen de Doe, iniciando la Primera guerra civil liberiana. Los rebeldes fueron vistos inicialmente como liberadores por la población, ya que el régimen de Doe era particularmente impopular.
En 1995 se alcanzó un acuerdo de paz, que dio paso a elecciones en 1997, en las que Taylor se impuso por el miedo de la gente a una nueva guerra.
Desde la presidencia liberiana, suministró armas al Frente Revolucionario Unido (FRU) en Sierra Leona a cambio de diamantes de sangre. En 1998, Taylor intentó asesinar a uno de sus oponentes políticos, el ex señor de la guerra Roosevelt Johnson, provocando enfrentamientos en Monrovia, durante y después de los cuales cientos de Krahn fueron masacrados y cientos más huyeron de Liberia. Este evento fue uno de los factores que llevaron al estallido de la Segunda Guerra Civil Liberiana.
Taylor fue acusado de crímenes de guerra y crímenes contra la humanidad como resultado de su intervención en la guerra civil de Sierra Leona. Con el tiempo, la oposición a su régimen creció, culminando en la segunda guerra civil liberiana, que comenzó en 1999. En 2003 Taylor ya había perdido el control de la mayor parte del país y fue acusado formalmente por el Tribunal especial para Sierra Leona. Entonces decide exiliarse en Nigeria, como parte de los acuerdos que permitieron poner fin a la guerra que asoló a Liberia durante catorce años.
El 28 de marzo de 2006, el Gobierno de Nigeria informó que el expresidente liberiano se encontraba en paradero desconocido. Finalmente se descubrió que residía en Calabar, capital de la región de Cross River, y los responsables de su seguridad fueron arrestados.
Las autoridades nigerianas habían aceptado extraditar a Taylor, pero estaba pendiente de ser enviado a Liberia o Sierra Leona, donde fue juzgado por un tribunal de justicia especial de la ONU.
El 29 de marzo de ese mismo año fue detenido mientras intentaba cruzar la frontera entre Nigeria y Camerún, huyendo de la extradición. Semanas después, a causa de una posible desestabilización de Sierra Leona por la presencia de Taylor, se decidió que su juicio sería en la Corte Penal Internacional de La Haya, con la condición de que fuese encarcelado en otro país. Este problema mantuvo el juicio en hiato, hasta que el 15 de junio el Reino Unido accedió a encarcelar a Taylor en caso de ser declarado culpable.
Seis días después, Taylor fue trasladado a la Institución Penitenciaria Haaglanden en La Haya, donde actualmente se le juzga por crímenes en la guerra civil de Sierra Leona. Entre otros testigos, destaca a la modelo Naomi Campbell, que declara que recibió unas piedras pequeñas y sucias (diamantes de sangre) por gente próxima al dictador.
Según un cable filtrado por Wikileaks, la embajadora de Estados Unidos en Liberia, Linda Thomas-Greenfield, indicó que se desataría una crisis en Sierra Leona en caso de que fuese liberado por falta de fondos para llevar a cabo el juicio. La misma propuso enjuiciarlo en los Estados Unidos.
En abril de 2012 fue hallado culpable de once cargos, entre ellos, asesinatos, violaciones, esclavismo, mutilaciones y uso de menores soldados. Se convirtió así en el primer exjefe de Estado contra el que la justicia internacional ha completado un juicio. En mayo se dictó la sentencia que lo condenó a 50 años de cárcel por crímenes de guerra y contra la humanidad cometidos en su país y en Sierra Leona. El Tribunal Especial para Sierra Leona considera probado que ayudó e instigó las guerras de su tierra, y la de sus vecinos, de 1991 a 2002. “El Tribunal ha tenido en cuenta la gravedad y el impacto físico y emocional de los crímenes perpetrados contra la población civil. Los mutilados tendrán que vivir siempre de la beneficencia. Las mujeres violadas sufrirán el estigma del asalto, y el rechazo que padecen los hijos que tuvieran. A los menores reclutados se les robó la infancia”, ha dicho el juez Richard Lussick, al leer la decisión. El encarcelamiento se produciría después del proceso de apelación, que puede durar seis meses.
El 26 de septiembre de 2013 su pena fue confirmada.
En octubre de 2021, Charles Taylor, condenado a 50 años de prisión por crímenes de lesa humanidad en 2012 por su papel durante la guerra civil en Sierra Leona, presentó una denuncia contra Liberia por "impago de su jubilación". Esta denuncia fue presentada ante el Tribunal de Justicia de la Comunidad Económica de los Estados de África Occidental (CEDEAO).
Según algunos testimonios, entre ellos el de Prince Johnson, los hombres de Charles Taylor participaron en el asesinato del presidente burkinés Thomas Sankara en 1987 a petición de Blaise Compaoré, que una vez en el poder apoyó la rebelión liberiana. La investigación llevada a cabo a partir de 2015 para esclarecer las circunstancias de este asesinato parece descartar esta hipótesis, aunque sigue habiendo dudas.